# Aplánta
Aplánta (grec moderne : Απλάντα) est un village chypriote situé dans le district de Larnaca et comptant plus de 6 habitants.